# Elena Preda
Elena Preda (n. 16 februarie 1951 – d. aprilie 2023) a fost deputat român în legislatura 1990-1992, senator în legislatura 1992-1996 și în legislatura 1996-2000, ales în județul Tulcea pe listele partidului FDSN și ulterior PDSR. Elena Preda a fost un senator neafiliat din iulie 1997.

### Educație
A terminat Liceul teoretic „Ienăchiță Văcărescu” din Târgoviște și în 1977 a absolvit Facultatea de Medicină Generală a Universității de Medicină și Farmacie Carol Davila din București.

### Activitatea profesională
În perioada 1977-1983, a ocupat funcția de medic în circumscripția medicală a comunei Crișan.
În perioada 1983-1989, a ocupat funcția de  Medic șef de secție la Spitalul de Psihiatrie Tulcea și a fost președinta comisiei de coordonare a activității pentru prevenirea și combaterea bolilor psihice.
A fost medic coordonator staționar zi, manager al Spitalului de Psihiatrie  Titan „Dr. Constantin Gorgos”.
Elena Preda a fost medic primar psihiatru la Spitalul de Psihiatrie Titan „Dr.Constantin Gorgos”.

### Activitatea parlamentară
În legislatura 1990-1992, Elena Preda a fost aleasă pe listele FSN și a fost membru în grupurile parlamentare de prietenie cu Republica Italiană, Canada, Republica Bulgaria, Japonia și Regatul Spaniei. În legislatura 1996-2000, Elena Preda a fost membru în grupurile parlamentare de prietenie cu Republica Africa de Sud, India și Australia.  
În timpul prezenței în Parlament, a fost membră a Comisiei pentru Drepturile Omului, Culte și minorități precum și secretară a Comisiei pentru Sănătate, Ecologie și Sport.
A semnat inițiative legislative în special în domeniul sănătății, mediului, societate civilă, asigurărilor de sănătate, protecția persoanelor vârstnice, voluntariat.
După o pauză în politică de 8 ani, cauzată de faptul că partidul din care a făcut parte, ApR, nu a intrat în 2000 în Parlament, candidează în 2008 în colegiul uninominal S11 din București din partea PRM.
A ocupat funcții de conducere în mai multe ONG-uri unde a fost și membru fondator (domenii cultura educative și pentru sănătate). A fost membru fondator si participant activ la activitățile unor Fundații și organisme neguvernamentale (Solidaritatea Femeilor din România, Grupul G7, Clubul UNESCO). A fost Vicepreședinte  a Societății Nationale a Femeilor Ortodoxe Române. A fost Copreședinte  al  Comisiei pentru Condiția Femeii UNESCO. A fost Președinte al Asociației Culturale Educative Române Creștine. A fost Președintele Clubului România UNESCO.

## Legături externe
- Elena PREDA - Sinteza activității parlamentare în legislatura 1996-2000 Arhivat în 27 decembrie 2013, la Wayback Machine., cdep.ro